# Straumfjordnes
Straumfjordnes est une localité du comté de Troms, en Norvège.

## Géographie
Administrativement, Straumfjordnes fait partie de la kommune de Nordreisa.